# Méthode Coué
Cet article possède un paronyme, voir La Méthode Cauet.

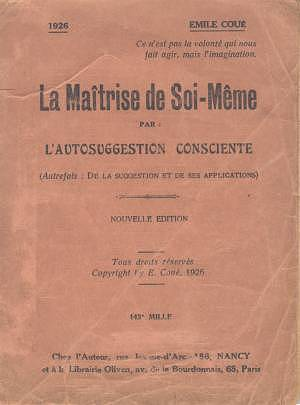
L'édition de 1926 du livre qui a fondé la méthode d'Émile Coué.

La méthode Coué est une méthode fondée sur l'autosuggestion et l'autohypnose, due au psychologue et pharmacien français Émile Coué de la Châtaigneraie (1857-1926).
Elle utilise la répétition de la prophétie autoréalisatrice, censée entraîner l'adhésion du sujet aux idées positives qu'il s'impose et ainsi un mieux-être psychologique ou physique. Elle se veut autant préventive que curative.

## Historique
La méthode Coué est élaborée au début du XXe siècle au moment du discrédit de l'hypnose.
Cette méthode connut son apogée durant l'entre-deux-guerres. C'est aux États-Unis qu'elle fut le mieux reçue. Elle bénéficia d'un terrain déjà préparé par le mouvement de la mind cure et un soutien dans les milieux protestants — notamment le Mouvement Emmanuel — qu'elle n'eut pas en France, malgré l'action entre 1930 et 1960 de l'Institut Pelman. La méthode put toutefois en France s'appuyer sur les milieux nationalistes conservateurs ainsi que les anciens combattants.
Elle est ensuite tombée progressivement en désuétude après la Seconde Guerre mondiale avec la diffusion de la psychanalyse, mais trouve par la suite des prolongements dans la pensée positive, dans les années 1950, puis la psychologie positive, à la fin du siècle.

## Théorie
Reprenant le concept d'idéo-dynamisme proposé par Hippolyte Bernheim, Émile Coué considère que toute idée qui se grave dans notre esprit tend à devenir une réalité dans l'ordre du possible. « Si étant malade, nous nous imaginons que la guérison va se produire, celle-ci se produira si elle est possible. Si elle ne l'est pas, nous obtiendrons le maximum d'améliorations qu'il est possible d'obtenir » répétait-il inlassablement.
L'imagination, plus que la volonté, détermine nos actes : contrairement à ce que l'on enseigne, ce n'est pas notre volonté qui nous fait agir, mais notre imagination (être inconscient). S'il nous arrive souvent de faire ce que nous voulons, c'est que nous pensons en même temps que nous pouvons[réf. nécessaire]. Cette imagination est en fait l'inconscient de l'individu conçu comme une ressource qu'il faut utiliser à bon escient en y répandant des idées positives. Chaque fois que volonté et imagination sont en lutte, c'est toujours l'imagination qui l'emporte, sans aucune exception.
Coué considère avoir résumé sous forme de lois les principes sur lesquels il a basé sa méthode :
1. quand la volonté et l'imagination sont en lutte, c'est toujours l'imagination qui l'emporte « sans aucune exception » ;
2. dans le conflit entre la volonté et l'imagination, la force de l'imagination est en raison directe du carré de la volonté ;
3. quand la volonté et l'imagination sont d'accord, l'une ne s'ajoute pas à l'autre, mais l'une se multiplie par l'autre ;
4. l'imagination peut être conduite[7] par l’autosuggestion consciente.

Il est possible d'influencer favorablement notre être inconscient par la suggestion, et de cette façon d'améliorer notre état tant physique que moral. L'imagination guidée de façon consciente permet de conditionner notre inconscient, et de faire ainsi pencher la balance du bon côté. Cette conception est en lien direct avec l'effet placebo.
De son vivant, sa méthode suscita un vif enthousiasme et Coué connut une renommée internationale par les résultats surprenants qu'il parvenait à obtenir au cours de ses séances et les guérisons très nombreuses qu'il suscitait.

## Méthode
La méthode d'Émile Coué est présentée dans son ouvrage La maîtrise de soi-même par l'autosuggestion consciente. La pratique de la méthode requiert d'abord l'adhésion du sujet à l'idée d'une toute-puissance de l'inconscient, également appelée imagination (Coué assimile ici l'inconscient à l'imagination).
Pour cela, Coué utilise plusieurs expériences préliminaires avec le patient. Il s'agit en fait d'une hypnose classique et directive. Ainsi, dans l'expérience des mains indéserrables, l'expérimentateur doit dire au patient de « penser qu'il ne peut plus desserrer les doigts ; que vous allez compter jusqu'à trois et que, quand vous direz : « Trois », il devra essayer de séparer ses mains en pensant toujours "je ne peux pas", "je ne peux pas", etc., […] ajouter immédiatement en détachant les syllabes : « Vous-ne-pou-vez pas, vous ne pouvez pas ».
Ce n'est qu'après ces expériences que la suggestion (l'hypnose) devient de l'auto-suggestion consciente (auto-hypnose). Toutefois, Coué recevait ses patients en groupe, et ces séances collectives comportaient également des personnes guéries ou en cours de guérison venues remercier leur bienfaiteur, ce qui ne manquait pas d'impressionner les nouveaux-venus. La méthode d'Émile Coué est donc en partie attachée à sa personne. Dans un aperçu des séances chez M. Coué, Mme Émile Léon note les propos suivants :

« Et vous n'avez obtenu aucune amélioration ?… Savez-vous pourquoi ? Tout simplement parce que vous manquez de confiance en vous. Quand je vous dis que cela va mieux, cela va mieux, n'est ce pas ? Pourquoi ? Parce que vous croyez en moi. Croyez donc en vous-même et vous obtiendrez le même résultat. »

Une fois rentré chez lui, le patient commence alors à pratiquer la méthode Coué. Dans son lit, tous les matins et tous les soirs, sans chercher à fixer son attention, il prononce sous la forme d'une litanie persuasive aussi enfantine, aussi machinale que possible, par conséquent sans le moindre effort la phrase « Tous les jours, à tous points de vue, je vais de mieux en mieux ». Il s'aide pour cela d'une cordelette à 20 nœuds.

## Critiques de la méthode
Mme Joanne Wood, professeur de psychologie à l'Université de Waterloo (Canada), a étudié la pertinence et l'impact de la pensée positive. Elle conclut que les messages positifs que les individus tentent d'intégrer produisent souvent, en pratique, un effet inverse.
« Aujourd'hui est le 1er jour du reste de ma vie » ou « Je vais réussir » ne sont par exemple que deux messages positifs parmi tant d'autres qui, répétés régulièrement, doivent permettre de mieux se sentir dans sa peau. Toutefois, ce type de message semble avoir un effet contraire chez les personnes ayant une mauvaise estime d'elles-mêmes. Les messages positifs ne fonctionneraient en effet que si la personne qui les prononce croit réellement que ça va marcher. D'après l'étude de Wood, c'est paradoxalement chez les gens qui en auraient le plus besoin que la pensée positive aurait un effet négatif. Ainsi, « les gens qui ont une faible image d'eux-mêmes et répètent ce genre de messages pensent au fond d'eux que ce n'est pas vrai. Ces sentiments prédominent sur les messages positifs ».

## Dans le langage courant
L'expression « méthode Coué » est passée dans le langage courant. Elle peut désigner une forme d'optimisme volontaire mêlé ou non de déni du réel (volontarisme), mais a acquis en politique une connotation péjorative. Il est possible d'inscrire les résurgences de cette méthode dans la perspective actuelle des méthodes de développement personnel. La pensée positive qui en est une caractéristique a également été critiquée comme obstacle à la perception des situations réelles.